# 天主教法國武裝部隊教區
天主教法國武裝部隊教區（拉丁語：Ordinariatus castrensis Galliæ）是天主教在法國的軍中教長區，直屬聖座，負責牧養信奉天主教的法國軍人及其家眷。
教長區座堂位於首都巴黎（榮軍院聖路易堂），2004年有184名司鐸、39名修士、兩名修女。現任教長路加·拉威爾。教長下設一副主教，另有四名代牧，分別負責三軍和憲兵隊。
1952年7月26日成立代牧區，1986年7月21日被升為教長區。